# San Cristóbal (Bolívar)

Localização do município de San Cristobal no departamento de Bolívar

San Cristóbal é um município do departamento de Bolívar, na Colômbia.